# アバーヤ
アバーヤ（عَبَاية, ʿabāya, アバヤ）とはアラビア半島を始めとするアラブ諸国ならびにイラン他の非アラブイスラーム諸国におけるイスラミックな民族衣装である。

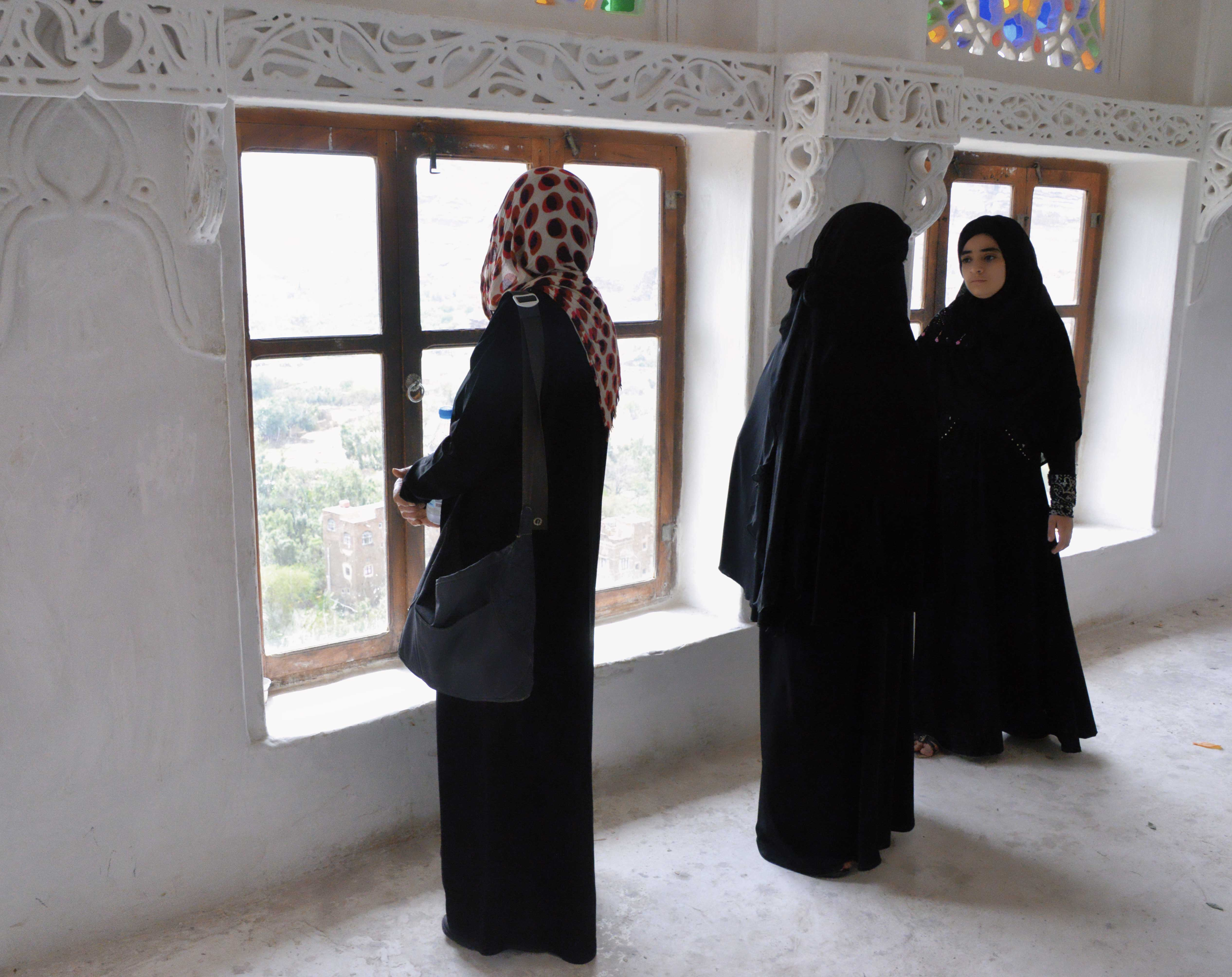
アバーヤを着た女性たち（イエメン）

砂漠地帯の強い直射日光から全身の肌を守ることができるなどと言われており、女性の体のラインを最大限に隠すデザインとなっている。男性向けについてはフォーマルウェアとして公式の場で着用されることが多い。
アラビア語口語では عَبَاية（ʿabāya, アバーヤ）と発音し、諸外国ではこのアラビア語方言発音で広く知られている。日本語表記ではアバヤも多く使われる。文語アラビア語ではアバーア（عَبَاءَة, ʿabāʾa(h), アバア）。

## 種類
外套状の長衣の総称で男性用も女性用もアバーヤ（アバーア）と呼ばれるが、海外ではイスラーム的な女性用ガウンの名称として理解されていることが一般的。アラブ世界では男性用についてはビシュトと呼ばれることが多い。
アラビア半島における現代アラビア女性のアバーヤは黒い物が有名だが、各地域の伝統衣装は元来カラフルで華やかなものが多く、近現代になってから近隣地域からの影響やイスラーム主義運動に伴い黒い衣装が普及した結果だとも言われており、地元古来の民族衣装とは区別される。
現代でも黒以外のアバーヤが作られており、好みに応じて着られるようなその土地の伝統を意識しつつファッション性が高い物も売られている。
頭部は髪や首を隠すヒジャブ（ヒジャーブ）、時には目以外の顔を隠すニカーブを着用するのが一般的。保守的な地域では部族的価値観から女性の露出抑制が求められることから二カーブ着用者が多い傾向にある。なおヒジャブをしない女性は髪を出した状態で普通のロングワンピースのように着用する。
イラク女性の伝統的アバーヤのように、ヒジャブとセパレートになっておらず頭に引っかけて着るイランのチャードルと同じ形状のアバーヤも存在する。これらはイランから移入され普及が進んだスタイルである。

## サウジアラビアにおける着用義務廃止
サウジアラビアでは女性が外出時には必ず着用することが法律上の義務となっていることが知られていたが、開放政策に伴い2018年に強制ではなくなりヒジャブをしない女性や髪を出したヒジャブスタイルの女性も次第に見られるようになってきている。

## フランス国内での制限
2023年8月、フランスのガブリエル・アタル国民教育相（当時）は、世俗主義に反するとして公立学校でアバーヤの着用を禁止することを発表。フランスでは既に2004年から公立学校内でスカーフの着用を禁止、2010年からは公共の場での顔を覆うヴェールの着用が禁止されている。イスラム系の団体はフランス国務院に対して、差別的でイスラム教徒に対する憎悪をあおる恐れがあるとして撤回を求めたが、国務院は学校では信仰を示すシンボルを他者に見える所に身に着けてはならないとする法律に基づくものだと説明。その上で、「個人の生活、信仰の自由、教育を受ける権利、子どもの福祉差別禁止の原則の深刻かつ明白な侵害」には当たらないとの判断を示した。

## アバヤの歴史
かつて、アバヤを着ていた人のほとんどは、信仰、習慣、伝統の不可欠な部分として、レバント、イラク、エジプト、アラブ湾岸諸国の砂漠、田舎、都市で暮らすアラブ人女性でした。それらの国では。スタイルである。